# Lallemandana tylata
Lallemandana tylata är en insektsart som beskrevs av Hamilton 1980. Lallemandana tylata ingår i släktet Lallemandana och familjen spottstritar. Inga underarter finns listade i Catalogue of Life.